# William Ferrel
William Ferrel (1817 – 1891), és un meteoròleg estatunidenc, que va desenvolupar en detall les teories que expliquen la cèl·lula de la circulació atmosfèrica en latituds mitjanes, on després aquesta cèl·lula es va anomenar Cèl·lula de Ferrel, en honor seu. Va néixer al sud de Pennsilvània. La seva família es va traslladar el que es convertiria en Virgínia de l'Oest, el 1829. La seva educació primària formal va ser limitada i es va ensenyar l'ús de llibres de ciència prou bé com per convertir-se en un mestre d'escola. Va assistir a la Universitat de Marshall i malgrat les dificultats financeres, va ser capaç de graduar-se en la primera promoció del Bethany College el 1844. Va continuant ensenyant a Missouri i a Tennessee fins al 1858. En aquest moment, ell va assumir un lloc a temps complet part del personal de l'American Ephemeris and Nautical Almanac, a Cambridge, Massachusetts. El 1882, Ferrel es va unir al Servei de Senyals de l'Exèrcit dels Estats Units (que es convertiria en l'Oficina Meteorològica el 1891). Es va retirar el 1887 i va morir a Virgínia de l'Oest el 1891.
Ferrel va demostrar que és la tendència d'aire calent ascendent, a mesura que gira per l'efecte Coriolis, per tirar cap endins l'aire de més el sud, les regions més càlides
i transportar-lo cap als pols. És aquesta rotació que crea les complexes curvatures en els sistemes frontals que separen l'aire més fred de l'àrtic al nord des de l'aire tropical continental més càlid al sud.
Ferrel va millorar la teoria de Hadley mitjançant el reconeixement d'un mecanisme que fins llavors es va passar per alt. Aquesta és una cita del seu primer article:
 La quarta i última força sorgeix de la combinació d'un moviment relatiu d'est o oest de l'atmosfera amb el moviment de rotació de la Terra. En conseqüència de l'atmosfera de la qual gira sobre un eix comú amb la de la Terra, cada partícula és impressionat amb una força centrífuga, la qual, es resol en una força vertical i horitzontal, aquest últim es produeix adoptant una forma esferoïdal d'acord amb la figura de la Terra. Però, si el moviment de rotació de qualsevol part de l'atmosfera és més gran que la superfície de la Terra, o, en altres paraules, si qualsevol part de l'atmosfera té un moviment relatiu cap a l'est respecte a la superfície de la Terra, aquesta força s'incrementa, i si es té un moviment relatiu cap a l'oest, es disminueix, i aquesta diferència dona lloc a una força pertorbadora que impedeix que l'atmosfera d'estar en un estat d'equilibri,
amb una figura d'acord amb la de la superfície de la Terra, però provoca una acumulació de l'atmosfera en certes latituds i una depressió en altres, i la consegüent diferència en la pressió de l'atmosfera en aquestes latituds influeix molt significativament els seus moviments.
El raonament erroni de Hadley havia estat en termes d'una tendència a conservar el moment lineal, com la massa d'aire es desplaça de nord a sud o de sud a nord. Ferrel va reconèixer que en meteorologia i oceanografia el que cal tenir en compte és la tendència, d'una massa d'aire que està en moviment respecte a la Terra, per conservar el seu moment angular respecte a l'eix de la Terra.